# Matthew Raudsepp
Matthew Raudsepp (Montréal, 19 luglio 1986) è un attore canadese.

## Biografia
Matthew Raudsepp è nato il 19 luglio 1986 a Montréal, Québec, Canada. È di origine estone.
Ha esordito come attore nel 2007 recitando nella serie televisiva Durham County. L'anno seguente ha recitato nel film televisivo Dead at 17 e nel film direct-to-video Wargames 2 - Il codice della paura. Nel 2009 ha recitato nel film horror Orphan.
Nel 2018 ha recitato nel film La mia vita con John F. Donovan.

## Filmografia

### Cinema
- Wargames 2 - Il codice della paura (WarGames: The Dead Code), regia di Stuart Gillard (2008) Uscito in home video
- Orphan, regia di Jaume Collet-Serra (2009)
- Lesson 5: How to Get Away with Murder, regia di Megan Whitcher - cortometraggio (2010)
- Lick, regia di Chris Agoston (2010)
- The Hat Goes Wild, regia di Guy Sprung (2012)
- The Perfect Apartment, regia di A.J. Korkidakis - cortometraggio (2012)
- First Past the Pizza, regia di Erik Anderson - cortometraggio (2013)
- Lessons Learned (or How I Grew Up and Finally Became Ready for Real Life), regia di A.J. Korkidakis - cortometraggio (2014)
- My Thesis Film: A Thesis Film by Erik Anderson, regia di Erik Anderson (2018)
- La mia vita con John F. Donovan (The Death & Life of John F. Donovan), regia di Xavier Dolan (2018)

### Televisione
- Durham County – serie TV, 2 episodi (2007)
- Dead at 17, regia di Douglas Jackson – film TV (2008)
- Se mi guardi mi sciolgo (Picture This), regia di Stephen Herek – film TV (2008)
- Blue Mountain State – serie TV, 1 episodio (2010)
- Cubed – cortometraggio TV (2012)
- CAT-8: Tempesta solare (CAT. 8) – miniserie TV, 1 episodio (2013)
- Exploding Sun, regia di Michael Robison – film TV (2013) Non accreditato
- Hot Mom – serie TV, 1 episodio (2014)
- The Plateaus – serie TV, 10 episodi (2015)
- Fatal Vows – serie TV, 1 episodio (2017)
- La verità sul caso Harry Quebert (The Truth About the Harry Quebert Affair), regia di Jean-Jacques Annaud – miniserie TV, 2 episodi (2018)
- Sulle ali della pazzia (Mad Mom), regia di Jean-François Rivard – film TV (2019)

## Doppiatore
- Impire – videogioco (2013)